# Заешка тения
Заешката тения (Taenia pisiformis) е плосък паразитен червей сходен с говеждата и свинската тения. Локализира се в тънките черва на крайните гостоприемници каквито са кучето, чакала, вълка и лисицата. Макар и рядко могат да бъдат и представители на семейство Котки. Заболяването, което предизвиква от ларвната форма на паразите при междинните гостоприемници зайци се нарича Пизиформна цистицеркоза.

## Морфологични особености
Дължината на възрастните паразити достига до 1 – 2 метра. Сколексът е с диаметър 1,3 mm и има 34 – 48 кукички разположени в два реда. Членчетата са хермафродитни. Съдържат матка и по около 400 – 500 семенника. Ларвната форма се нарича Cysticercus pisiformis. Представлява прозрачно елипсовидно мехурче с дължина 8 – 10 mm и широчина 5 – 6 mm. То е изпълнено с течност и съдържа един сколекс.

## Жизнен цикъл
Биологичният цикъл е непряк. Крайните гостоприемници се заразяват при изяждане на вътрешности от зайци инвазирани с цистицерки. В тънките черва на кучето тенията достига полова зрялост за 36 – 45 дни, а при лисицата за 82 – 95 дни. Междинните гостоприемници са домашни и диви зайци. Те се заразяват при консумиране на храна замърсена с яйца на тенията.